# Domite

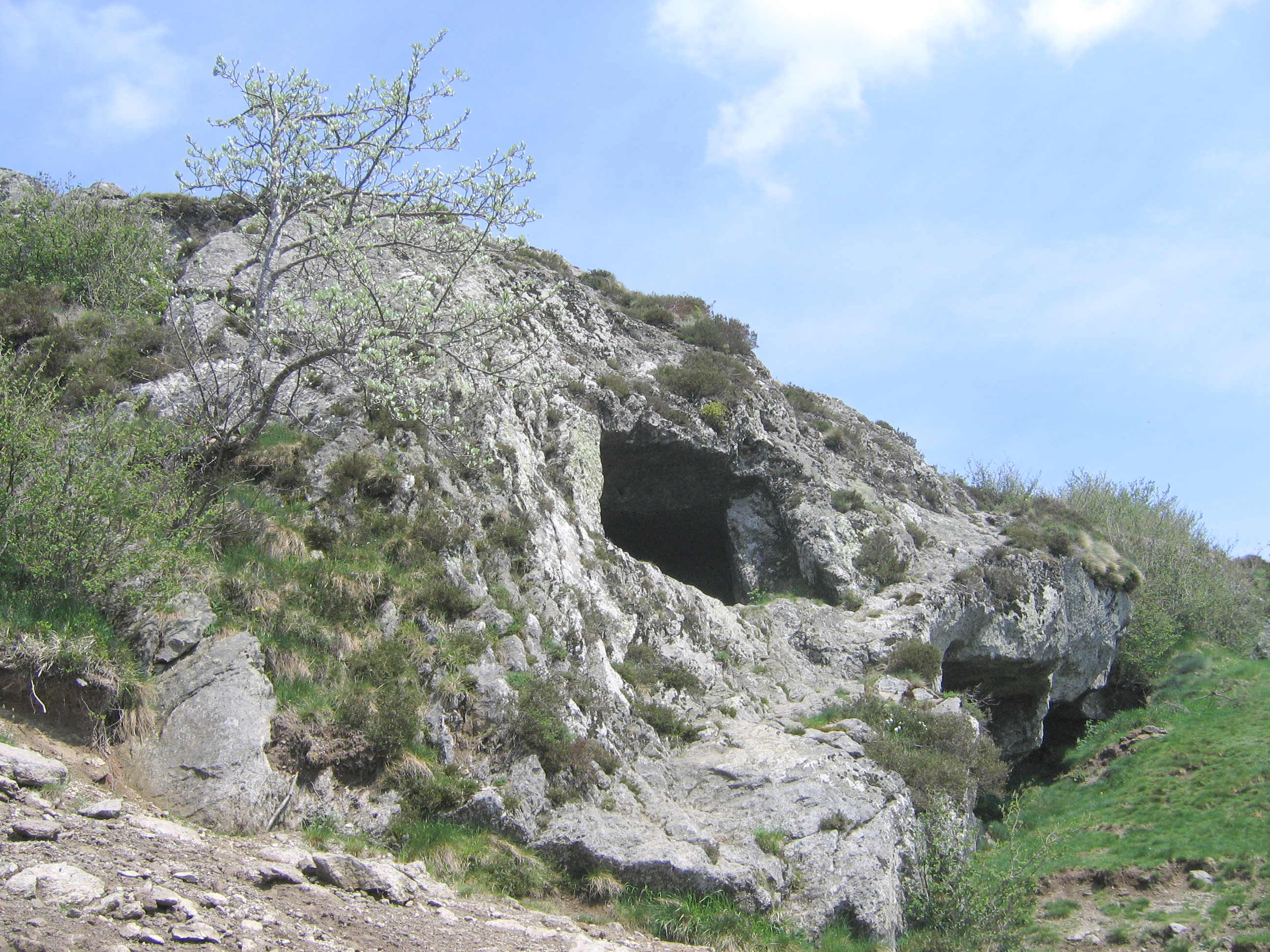
Grotta in domite situata sul Petit Suchet

Domite è un termine che si riferisce alla roccia vulcanica che costituisce i vulcani dei Puys, tra cui il Puy de Dome. È una roccia biancastra, dall'aspetto gessoso, con rari fenocristalli. Contiene minerali come sanidino, biotite marrone chiaro, a volte anfibolo e silice in eccesso sotto forma di cristobalite e tridimite. È una varietà di trachite sub-alcalina o di trachite-andesite.
L'appellativo domite è un utilizzo locale, in quanto nella classificazione delle rocce vulcaniche, la denominazione ufficiale è trachite.  